# Résurrection (court métrage)
Pour les articles homonymes, voir Résurrection (homonymie).
Pour plus de détails, voir Fiche technique et Distribution.
Résurrection est un court métrage suisse de fiction réalisé par Jeremy Rosenstein, avec Michèle Goddet et Jean-Claude Frissung.

## Synopsis
Henry et Annette, un couple de retraités, se voient attribuer par leur paroisse de quartier la mission de créer un court film religieux.
Ce tournage amateur les amènera à reconsidérer la nature du désir au sein de leur relation.

## Fiche technique
- Titre original : Résurrection
- Réalisateur : Jeremy Rosenstein
- Scénario : Jeremy Rosenstein
- Photographie : Davide Prudente
- Montage : Clémence Carré
- Scripte : Laura Froidefond
- Direction Artistique : Carmen Jacquier
- Effets Spéciaux : Julie Martin
- Régie : Rob-Jan Lacombe, Kaspar Schiltknecht
- Son : Julien Cariteau
- Éclairage : Thibaud Vignali, Giancarlo Antinori
- Producteur : Lionel Baier
- Supervisation : Frédéric Mermoud, Elsa Amiel
- Sociétés de production : École cantonale d'art de Lausanne
- Soutien : Fondation Romande pour le Cinéma
- Pays d'origine :  Suisse
- Langue originale : français

## Distinctions
- Reflet d'or du meilleur court-métrage suisse 2012 au 18e Festival International Cinéma Tous Écrans de Genève (2012)[1].
- Nomination pour le meilleur court-métrage suisse 2012 au Festival International du court-métrage de Winterthur (Kurzfilmtage Winterthur, 2012)[2].
- Sélectionné aux Swiss Films pour la 24e compilation Swiss Shorts (2013)[3].